# جزيرة باتوكابال
جزيرة باتوكابال وهي جزيرة من جزر إندونيسيا، وتقع مقاطعة باسر في إقليم كالمنتان الشرقية في إندونيسيا.